# کال استرانگ
کال استرانگ (انگلیسی: Cal Strong; ۱۲ اوت ۱۹۰۷ – ۲۷ ژانویهٔ ۲۰۰۱) بازیکن واترپلو اهل ایالات متحده آمریکا بود.